# Harald Lettner
Harald Lettner (* 21. April 1945 in Salzburg) ist ein ehemaliger österreichischer Politiker (SPÖ) und Rechtsanwalt. Er  war von 1984 bis 1989 Abgeordneter zum Salzburger Landtag.

## Ausbildung und Beruf
Lettner besuchte zwischen 1951 und 1955 die Volksschule im Salzburger Stadtteil Maxglan und absolvierte danach von 1955 bis 1963 das Akademische Gymnasium in Salzburg. Er legte am Akademischen Gymnasium 1963 die Matura ab und absolvierte danach von 1963 bis 1964 den Präsenzdienst. Im Jahr 1964 begann er mit dem Studium der Rechtswissenschaften an der Universität Innsbruck, 1969 konnte er sein Studium mit der Promotion zum Dr. iur. abschließen. Er absolvierte im Anschluss seine Gerichtspraxis, war Rechtsanwaltskonzipient und legte im Jahr 1974 erfolgreich die Rechtsanwaltsprüfung ab. Danach war er zwischen 1975 und 2001 als selbstständiger Rechtsanwalt in Salzburg tätig.

## Politik und Funktionen
Lettner trat 1968 der Sozialistischen Partei Salzburgs bei und wurde 1977 zum Sektionsobmann der SPÖ Liefering-Mitte gewählt, wobei er diese Funktion bis 1987 innehatte. Er war des Weiteren von 1980 bis 1988 als Salzburger Landesobmann des Bundes Sozialdemokratischer Akademikerinnen und Akademiker, Intellektueller, Künstlerinnen und Künstler aktiv, wirkte innerparteilich als Mitglied des Landesparteipräsidiums der Sozialdemokratischen Partei Salzburgs und wurde am 19. September 1984 als Abgeordneter zum Salzburger Landtag angelobt. Diesem gehörte er bis zum 12. September 1989 an, wobei er 1989 auch Klubvorsitzender des Sozialdemokratischen Landtagsklubs war. In der Stadt Salzburg hatte Lettner von 1977 bis 1984 bereits als Mitglied des Gemeinderats gewirkt, danach war er von 1989 bis 1990 Vizebürgermeister der Stadt Salzburg. Nachdem der Salzburger Bürgermeister Josef Reschen im Zuge des WEB-Skandals 1990 zurücktreten hatte müssen, wurde Lettner 1990 zum Bürgermeister von Salzburg gewählt. Er erbte jedoch mit seinem Wechsel ins Bürgermeisteramt auch konfliktträchtige Themen wie die Gestaltung des Bahnhofsvorplatzes und den Umbau des Kongresshauses sowie parteiinterne Konflikte um die Nachfolge Reschens. Dies führte zu einer schweren Niederlage bei den Gemeinderatswahlen am 4. Oktober 1992 sowie dem Verlust der absoluten Mehrheit, weshalb Lettner 1992 vom Bürgermeisteramt zurücktrat. Lettner war in der Folge bis 1994 nur noch Mitglied im Gemeinderat der Stadt Salzburg. 
Als weitere Funktionen war Lettner von 1990 bis 1992 Präsident der Salzburger Volkshochschule, von 1990 bis 1992 Aufsichtsratsvorsitzender der Salzburger Sparkasse und von 1993 bis 1998 Mitglied des Aufsichtsrates der GSWB. Er war zudem von 1981 bis 1989 Ausschussmitglied der Salzburger Rechtsanwaltskammer, von 1978 bis 2006 Kuratoriumsmitglied der „Pro Juventute Kinderdorfvereinigung“ und von 1995 bis 1999 Vorstandsmitglied von „Rettet das Kind“ und Mitglied des Aufsichtsrates des „Vereines Geschützte Werkstätten“.